# Lup de mare
Lup de mare (Stercorariidae) este o familie de păsări răpitoare care fac parte din ordinul Charadriiformes. De unii au fost încadrați în familia pescărușilor (Laridae). Pentru speciile mari este utilizată denumirea Skua, denumire care provine de pe Insulele Feroe unde ele sunt numite skúgvur.

## Caracteristici
Lupii de mare au un cioc puternic scurt și încovoiat prevăzut cu deschideri nazale înguste. Ghearele sunt ascuțite și încovoiate, aripile lungi și înguste ascuțite la vârf. Coada arcuită, penajul este brun-cenușiu. Cele mai multe specii trăiesc în regiunile de coastă reci polare în apropiere de mare. Ele trăiesc în perechi, dar pot trăi și izolat singure. In timpul împerecherii formează colonii mici cuibărind pe stâncile falezelor. Sunt păsări care au un zbor rapid, aripile înguste le permit viraje scurte și bruște în aer.
Mersul pe sol este greoi, lupii de mare sunt carnivori, se hrănesc cu rozătoare mici, fură ouă sau pui din cuiburile altor specii păsări sau răpesc prada care constă frecvent din pești prinși de pescăruși, rândunici de mare, pe care le atacă în aer.

## Sistematica
Familia include 2 genuri și 7 specii
- Stercorarius
  - Stercorarius longicaudus = Lup de mare codat
  - Stercorarius parasiticus = Lup de mare mic
  - Stercorarius pomarinus = Lup de mare
- Catharacta
  - Catharacta skua = Lup de mare atlantic
  - Catharacta maccormicki = Lup de mare sudpolar
  - Catharacta antarctica = Lup de mare antarctic
  - Catharacta chilensis = Lup de mare chilian

În România se întîlnesc 4 specii de lupi de mare, care apar în afara sezonului de cuibărit, mai ales în Delta Dunării și pe litoral: lupul de mare codat (Stercorarius  longicaudus ), lupul de mare mic (Stercorarius  parasiticus ),  lupul de mare (Stercorarius  pomarinus ) și lupul de mare atlantic (Catharacta  skua ).
În Republica Moldova au fost observate 6 exemplare de lup de mare mic (Stercorarius  parasiticus  pe 16 septembrie 2017 pe lacul Manta.